# Acacia pulviniformis
Acacia pulviniformis é uma espécie de leguminosa do gênero Acacia, pertencente à família Fabaceae.